# Pissonotus albovenosus
Pissonotus albovenosus är en insektsart som beskrevs av Henry Fairfield Osborn 1935. Pissonotus albovenosus ingår i släktet Pissonotus och familjen sporrstritar. Inga underarter finns listade i Catalogue of Life.